# Seven de Dubái 2022
El Seven de Dubái 2022 fue el segundo torneo de la Serie Mundial Masculina de Rugby 7 2022-23.
Se disputó en la instalaciones del The Sevens Stadium.

## Formato
Se dividieron en cuatro grupos de cuatro equipos, cada grupo se resolvió con el sistema de todos contra todos a una sola ronda; la victoria otorgó 3 puntos, el empate 2 y la derrota 1 punto.
Los dos equipos con más puntos en cada grupo avanzaron a cuartos de final de la Copa. Los cuatro ganadores avanzan a semifinales de la Copa, y los cuatro perdedores a semifinales por el quinto puesto.
Los dos equipos con menos puntos en cada grupo jugaron la Challenge Trophy, definiendo en la misma el puesto final a ocupar en el torneo y los puntos correspondientes a tal mérito que suman para la tabla anual de la  Serie Mundial Masculina de Rugby 7 2022-23.

### Fase de grupos
|  | Avanzan a cuartos de final. |

### Grupo A
| Pos | Países       | Partidos | Partidos | Partidos | Tantos | Tantos | Tantos | Pts |
| Pos | Países       | G        | E        | P        | PF     | PC     | DP     | Pts |
| --- | ------------ | -------- | -------- | -------- | ------ | ------ | ------ | --- |
| 1   | Sudáfrica    | 2        | 0        | 1        | 51     | 38     | 13     | 7   |
| 2   | Australia    | 1        | 1        | 1        | 59     | 57     | 2      | 6   |
| 3   | Gran Bretaña | 1        | 1        | 1        | 47     | 47     | 0      | 6   |
| 4   | Kenia        | 0        | 2        | 1        | 45     | 58     | -13    | 5   |

| 2 de diciembre | Sudáfrica | 5 - 14 | Gran Bretaña |  |  |

| 2 de diciembre | Australia | 19 - 19 | Kenia |  |  |

| 2 de diciembre | Sudáfrica | 27 - 12 | Kenia |  |  |

| 2 de diciembre | Australia | 28 - 19 | Gran Bretaña |  |  |

| 2 de diciembre | Kenia | 14 - 14 | Gran Bretaña |  |  |

| 2 de diciembre | Australia | 12 - 19 | Sudáfrica |  |  |

### Grupo B
| Pos | Países        | Partidos | Partidos | Partidos | Tantos | Tantos | Tantos | Pts |
| Pos | Países        | G        | E        | P        | PF     | PC     | DP     | Pts |
| --- | ------------- | -------- | -------- | -------- | ------ | ------ | ------ | --- |
| 1   | Argentina     | 2        | 0        | 1        | 92     | 45     | 47     | 7   |
| 2   | Nueva Zelanda | 2        | 0        | 1        | 87     | 43     | 44     | 7   |
| 3   | Fiyi          | 2        | 0        | 1        | 76     | 36     | 40     | 7   |
| 4   | Uruguay       | 0        | 0        | 3        | 5      | 136    | -131   | 3   |

| 2 de diciembre | Argentina | 31 - 28 | Nueva Zelanda |  |  |

| 2 de diciembre | Fiyi | 52 - 0 | Uruguay |  |  |

| 2 de diciembre | Argentina | 49 - 0 | Uruguay |  |  |

| 2 de diciembre | Fiyi | 7 - 24 | Nueva Zelanda |  |  |

| 2 de diciembre | Nueva Zelanda | 35 - 5 | Uruguay |  |  |

| 2 de diciembre | Fiyi | 17 - 12 | Argentina |  |  |

### Grupo C
| Pos | Países  | Partidos | Partidos | Partidos | Tantos | Tantos | Tantos | Pts |
| Pos | Países  | G        | E        | P        | PF     | PC     | DP     | Pts |
| --- | ------- | -------- | -------- | -------- | ------ | ------ | ------ | --- |
| 1   | Francia | 3        | 0        | 0        | 48     | 24     | 24     | 9   |
| 2   | Irlanda | 1        | 1        | 1        | 61     | 50     | 11     | 6   |
| 3   | España  | 1        | 1        | 1        | 57     | 50     | 7      | 6   |
| 4   | Uganda  | 0        | 0        | 3        | 27     | 69     | -42    | 3   |

| 2 de diciembre | Irlanda | 21 - 21 | España |  |  |

| 2 de diciembre | Francia | 10 - 7 | Uganda |  |  |

| 2 de diciembre | Irlanda | 33 - 15 | Uganda |  |  |

| 2 de diciembre | Francia | 24 - 10 | España |  |  |

| 2 de diciembre | España | 26 - 5 | Uganda |  |  |

| 2 de diciembre | Irlanda | 7 - 14 | Francia |  |  |

### Grupo D
| Pos | Países         | Partidos | Partidos | Partidos | Tantos | Tantos | Tantos | Pts |
| Pos | Países         | G        | E        | P        | PF     | PC     | DP     | Pts |
| --- | -------------- | -------- | -------- | -------- | ------ | ------ | ------ | --- |
| 1   | Estados Unidos | 3        | 0        | 0        | 76     | 33     | 43     | 9   |
| 2   | Samoa          | 2        | 0        | 1        | 83     | 36     | 47     | 7   |
| 3   | Canadá         | 1        | 0        | 2        | 47     | 66     | -19    | 5   |
| 4   | Japón          | 0        | 0        | 3        | 38     | 109    | -71    | 3   |

| 2 de diciembre | Estados Unidos | 19 - 14 | Canadá |  |  |

| 2 de diciembre | Samoa | 38 - 17 | Japón |  |  |

| 2 de diciembre | Estados Unidos | 43 - 7 | Japón |  |  |

| 2 de diciembre | Samoa | 33 - 5 | Canadá |  |  |

| 2 de diciembre | Samoa | 12 - 14 | Estados Unidos |  |  |

| 2 de diciembre | Canadá | 28 - 14 | Japón |  |  |

## Fase final

### Definición 13° puesto
|  | Semifinal | Semifinal | Semifinal |        |        | 13° puesto | 13° puesto | 13° puesto |  |
|  |           |           |           |        |        |            |            |            |  |
|  |           |           |           |        |        |            |            |            |  |
|  | Uganda    | Uganda    | 0         |        |        |            |            |            |  |
|  | Uganda    | Uganda    | 0         |        |        |            |            |            |  |
|  | Canadá    | Canadá    | 29        |        |        |            |            |            |  |
|  | Canadá    | Canadá    | 29        |        | Canadá | Canadá     | 7          |            |  |
|  |           |           |           |        | Canadá | Canadá     | 7          |            |  |
|  |           |           | España    | España | 38     |            |            |            |  |
|  | España    | España    | España    | España | 38     | 28         |            |            |  |
|  | España    | España    |           |        |        | 28         |            |            |  |
|  | Japón     | Japón     | 0         |        |        |            |            |            |  |
|  | Japón     | Japón     | 0         |        |        |            |            |            |  |
|  |           |           |           |        |        |            |            |            |  |

### Definición 9° puesto
|  | Cuartos de final | Cuartos de final | Cuartos de final |              |         | Semifinales | Semifinales | Semifinales |  |      | 9° puesto | 9° puesto | 9° puesto |  |
|  |                  |                  |                  |              |         |             |             |             |  |      |           |           |           |  |
|  |                  |                  |                  |              |         |             |             |             |  |      |           |           |           |  |
|  | Fiyi             | Fiyi             | 29               |              |         |             |             |             |  |      |           |           |           |  |
|  | Fiyi             | Fiyi             | 29               |              |         |             |             |             |  |      |           |           |           |  |
|  | Uganda           | Uganda           | 14               |              |         |             |             |             |  |      |           |           |           |  |
|  | Uganda           | Uganda           | 14               |              | Fiyi    | Fiyi        | 21          |             |  |      |           |           |           |  |
|  |                  |                  |                  |              | Fiyi    | Fiyi        | 21          |             |  |      |           |           |           |  |
|  |                  |                  | Kenia            | Kenia        | 17      |             |             |             |  |      |           |           |           |  |
|  | Canadá           | Canadá           | Kenia            | Kenia        | 17      | 7           |             |             |  |      |           |           |           |  |
|  | Canadá           | Canadá           |                  |              |         |             |             |             |  |      |           |           |           |  |
|  | Kenia            | Kenia            | 17               |              |         |             |             |             |  |      |           |           |           |  |
|  | Kenia            | Kenia            | 17               |              |         |             |             |             |  | Fiyi | Fiyi      | 47        |           |  |
|  |                  |                  |                  |              |         |             |             |             |  | Fiyi | Fiyi      | 47        |           |  |
|  |                  |                  | Uruguay          | Uruguay      | 0       |             |             |             |  |      |           |           |           |  |
|  | España           | España           | Uruguay          | Uruguay      | 0       | 12          |             |             |  |      |           |           |           |  |
|  | España           | España           |                  |              |         |             |             |             |  |      |           |           |           |  |
|  | Uruguay          | Uruguay          | 24               |              |         |             |             |             |  |      |           |           |           |  |
|  | Uruguay          | Uruguay          | 24               |              | Uruguay | Uruguay     | 26          |             |  |      |           |           |           |  |
|  |                  |                  |                  |              | Uruguay | Uruguay     | 26          |             |  |      |           |           |           |  |
|  |                  |                  | Gran Bretaña     | Gran Bretaña | 7       |             |             |             |  |      |           |           |           |  |
|  | Gran Bretaña     | Gran Bretaña     | Gran Bretaña     | Gran Bretaña | 7       | 45          |             |             |  |      |           |           |           |  |
|  | Gran Bretaña     | Gran Bretaña     |                  |              |         |             |             |             |  |      |           |           |           |  |
|  | Japón            | Japón            | 5                |              |         |             |             |             |  |      |           |           |           |  |
|  | Japón            | Japón            | 5                |              |         |             |             |             |  |      |           |           |           |  |
|  |                  |                  |                  |              |         |             |             |             |  |      |           |           |           |  |

### Definición 5° puesto
|  | Semifinal | Semifinal | Semifinal |           |         | 5° puesto | 5° puesto | 5° puesto |  |
|  |           |           |           |           |         |           |           |           |  |
|  |           |           |           |           |         |           |           |           |  |
|  | Francia   | Francia   | 24        |           |         |           |           |           |  |
|  | Francia   | Francia   | 24        |           |         |           |           |           |  |
|  | Samoa     | Samoa     | 17        |           |         |           |           |           |  |
|  | Samoa     | Samoa     | 17        |           | Francia | Francia   | 19        |           |  |
|  |           |           |           |           | Francia | Francia   | 19        |           |  |
|  |           |           | Argentina | Argentina | 12      |           |           |           |  |
|  | Argentina | Argentina | Argentina | Argentina | 12      | 28        |           |           |  |
|  | Argentina | Argentina |           |           |         | 28        |           |           |  |
|  | Australia | Australia | 15        |           |         |           |           |           |  |
|  | Australia | Australia | 15        |           |         |           |           |           |  |
|  |           |           |           |           |         |           |           |           |  |

### Copa de oro
|  | Cuartos de final | Cuartos de final | Cuartos de final |                |               | Semifinales   | Semifinales | Semifinales |                |                | Copa          | Copa          | Copa |  |
|  |                  |                  |                  |                |               |               |             |             |                |                |               |               |      |  |
|  |                  |                  |                  |                |               |               |             |             |                |                |               |               |      |  |
|  | Argentina        | Argentina        | 14               |                |               |               |             |             |                |                |               |               |      |  |
|  | Argentina        | Argentina        | 14               |                |               |               |             |             |                |                |               |               |      |  |
|  | Irlanda          | Irlanda          | 19               |                |               |               |             |             |                |                |               |               |      |  |
|  | Irlanda          | Irlanda          | 19               |                | Irlanda       | Irlanda       | 12          |             |                |                |               |               |      |  |
|  |                  |                  |                  |                | Irlanda       | Irlanda       | 12          |             |                |                |               |               |      |  |
|  |                  |                  | Estados Unidos   | Estados Unidos | 7             |               |             |             |                |                |               |               |      |  |
|  | Estados Unidos   | Estados Unidos   | Estados Unidos   | Estados Unidos | 7             | 24            |             |             |                |                |               |               |      |  |
|  | Estados Unidos   | Estados Unidos   |                  |                |               |               |             |             |                |                |               |               |      |  |
|  | Australia        | Australia        | 19               |                |               |               |             |             |                |                |               |               |      |  |
|  | Australia        | Australia        | 19               |                |               |               |             |             |                | Irlanda        | Irlanda       | 5             |      |  |
|  |                  |                  |                  |                |               |               |             |             |                | Irlanda        | Irlanda       | 5             |      |  |
|  |                  |                  | Sudáfrica        | Sudáfrica      | 21            |               |             |             |                |                |               |               |      |  |
|  | Francia          | Francia          | Sudáfrica        | Sudáfrica      | 21            | 0             |             |             |                |                |               |               |      |  |
|  | Francia          | Francia          |                  |                |               |               |             |             |                |                |               |               |      |  |
|  | Nueva Zelanda    | Nueva Zelanda    | 20               |                |               |               |             |             |                |                |               |               |      |  |
|  | Nueva Zelanda    | Nueva Zelanda    | 20               |                | Nueva Zelanda | Nueva Zelanda | 19          |             |                | Tercer lugar   | Tercer lugar  | Tercer lugar  |      |  |
|  |                  |                  |                  |                | Nueva Zelanda | Nueva Zelanda | 19          |             |                | Tercer lugar   | Tercer lugar  | Tercer lugar  |      |  |
|  |                  |                  | Sudáfrica        | Sudáfrica      | 26            |               |             |             |                |                |               |               |      |  |
|  | Sudáfrica        | Sudáfrica        | Sudáfrica        | Sudáfrica      | 26            | 24            |             |             | Estados Unidos | Estados Unidos | 12            |               |      |  |
|  | Sudáfrica        | Sudáfrica        |                  |                |               |               |             |             | Estados Unidos | Estados Unidos | 12            |               |      |  |
|  | Samoa            | Samoa            | 19               |                |               |               |             |             |                |                | Nueva Zelanda | Nueva Zelanda | 31   |  |
|  | Samoa            | Samoa            | 19               |                |               |               |             |             |                |                | Nueva Zelanda | Nueva Zelanda | 31   |  |
|  |                  |                  |                  |                |               |               |             |             |                |                |               |               |      |  |

| Bandera de Sudáfrica   |
| Campeón Sudáfrica      |
| 1º título del circuito |